# Cesanese di Olevano Romano spumante
Il Cesanese di Olevano Romano spumante o Olevano Romano spumante è un vino che, fino al 2011, ha usufruito della menzione DOC. Come tale veniva prodotto in provincia di Roma. Dopo il 2011 le eventuali ulteriori produzioni non potranno più fregiarsi di tale riconoscimento..

## Caratteristiche organolettiche
- colore: rosso rubino tendente al granato con l'invecchiamento.
- odore: delicato, caratteristico del vitigno di base.
- sapore: morbido, leggermente amarognolo.

## Produzione
Provincia, stagione, volume in ettolitri
- nessun dato disponibile